# Lossbergiana
Lossbergiana är ett släkte av fjärilar. Lossbergiana ingår i familjen rotfjärilar.
Kladogram enligt Catalogue of Life:
| Lossbergiana | \| \| Lossbergiana oberthuri \| \| \| \| \| \| Lossbergiana pseudodimiata \| \| \| \| |
|              | \| \| Lossbergiana oberthuri \| \| \| \| \| \| Lossbergiana pseudodimiata \| \| \| \| |
|              | Lossbergiana oberthuri                                                                |
|              |                                                                                       |
|              | Lossbergiana pseudodimiata                                                            |
|              |                                                                                       |